# Xanthorhoe oxybiata
Xanthorhoe oxybiata là một loài bướm đêm trong họ Geometridae.